# Anni Friesinger-Postma
Anna Christine Friesinger-Postma –conocida como Anni Friesinger-Postma– (Bad Reichenhall, 11 de enero de 1977) es una deportista alemana que compitió en patinaje de velocidad sobre hielo. Está casada con el patinador Ids Postma.
Participó en cuatro Juegos Olímpicos de Invierno, entre los años 1998 y 2010, obteniendo en total cinco medallas: bronce en Nagano 1998, en 3000 m; oro en Salt Lake City 2002, en 1500 m; oro y bronce en Turín 2006, en persecución por equipos (junto con Daniela Anschütz-Thoms, Claudia Pechstein y Lucille Opitz) y en 1000 m, y oro en Vancouver 2010, en persecución por equipos (con Daniela Anschütz-Thoms, Stephanie Beckert y Katrin Mattscherodt).
Ganó cinco medallas en el Campeonato Mundial de Patinaje de Velocidad sobre Hielo entre los años 1998 y 2007, veinte medallas en el Campeonato Mundial de Patinaje de Velocidad sobre Hielo en Distancia Individual entre los años 1997 y 2009, y tres medallas en el Campeonato Mundial de Patinaje de Velocidad sobre Hielo en Distancia Corta entre los años 2004 y 2008. Además, obtuvo seis medallas en el Campeonato Europeo de Patinaje de Velocidad sobre Hielo entre los años 1998 y 2005.

## Palmarés internacional
| Juegos Olímpicos                           | Juegos Olímpicos                | Juegos Olímpicos  | Juegos Olímpicos        |
| Año                                        | Lugar                           | Medalla           | Prueba                  |
| ------------------------------------------ | ------------------------------- | ----------------- | ----------------------- |
| 1998                                       | Nagano (Japón)                  | Medalla de bronce | 3000 m                  |
| 2002                                       | Salt Lake City (Estados Unidos) | Medalla de oro    | 1500 m                  |
| 2006                                       | Turín (Italia)                  | Medalla de oro    | Persecución por equipos |
| 2006                                       | Turín (Italia)                  | Medalla de bronce | 1000 m                  |
| 2010                                       | Vancouver (Canadá)              | Medalla de oro    | Persecución por equipos |
| Campeonato Mundial                         |                                 |                   |                         |
| Año                                        | Lugar                           | Medalla           | Prueba                  |
| 1998                                       | Heerenveen (Países Bajos)       | Medalla de bronce | Clasificación general   |
| 2001                                       | Budapest (Hungría)              | Medalla de oro    | Clasificación general   |
| 2002                                       | Heerenveen (Países Bajos)       | Medalla de oro    | Clasificación general   |
| 2005                                       | Moscú (Rusia)                   | Medalla de oro    | Clasificación general   |
| 2007                                       | Heerenveen (Países Bajos)       | Medalla de plata  | Clasificación general   |
| Campeonato Mundial en Distancia Individual |                                 |                   |                         |
| Año                                        | Lugar                           | Medalla           | Prueba                  |
| 1997                                       | Varsovia (Polonia)              | Medalla de plata  | 1500 m                  |
| 1997                                       | Varsovia (Polonia)              | Medalla de plata  | 3000 m                  |
| 1998                                       | Calgary (Canadá)                | Medalla de oro    | 1500 m                  |
| 1998                                       | Calgary (Canadá)                | Medalla de bronce | 3000 m                  |
| 2000                                       | Nagano (Japón)                  | Medalla de plata  | 1500 m                  |
| 2001                                       | Salt Lake City (Estados Unidos) | Medalla de oro    | 1500 m                  |
| 2001                                       | Salt Lake City (Estados Unidos) | Medalla de plata  | 3000 m                  |
| 2003                                       | Berlín (Alemania)               | Medalla de oro    | 1000 m                  |
| 2003                                       | Berlín (Alemania)               | Medalla de oro    | 1500 m                  |
| 2003                                       | Berlín (Alemania)               | Medalla de oro    | 3000 m                  |
| 2004                                       | Seúl (Corea del Sur)            | Medalla de oro    | 1000 m                  |
| 2004                                       | Seúl (Corea del Sur)            | Medalla de oro    | 1500 m                  |
| 2004                                       | Seúl (Corea del Sur)            | Medalla de plata  | 3000 m                  |
| 2005                                       | Inzell (Alemania)               | Medalla de oro    | 5000 m                  |
| 2005                                       | Inzell (Alemania)               | Medalla de oro    | Persecución por equipos |
| 2005                                       | Inzell (Alemania)               | Medalla de plata  | 1000 m                  |
| 2005                                       | Inzell (Alemania)               | Medalla de plata  | 1500 m                  |
| 2007                                       | Salt Lake City (Estados Unidos) | Medalla de plata  | 1000 m                  |
| 2008                                       | Nagano (Japón)                  | Medalla de oro    | 1000 m                  |
| 2008                                       | Nagano (Japón)                  | Medalla de oro    | 1500 m                  |
| 2009                                       | Richmond (Canadá)               | Medalla de oro    | 1500 m                  |
| 2009                                       | Richmond (Canadá)               | Medalla de plata  | 1000 m                  |
| Campeonato Mundial en Distancia Corta      |                                 |                   |                         |
| Año                                        | Lugar                           | Medalla           | Prueba                  |
| 2004                                       | Nagano (Japón)                  | Medalla de plata  | Clasificación general   |
| 2007                                       | Hamar (Noruega)                 | Medalla de oro    | Clasificación general   |
| 2008                                       | Heerenveen (Países Bajos)       | Medalla de plata  | Clasificación general   |
| Campeonato Europeo                         |                                 |                   |                         |
| Año                                        | Lugar                           | Medalla           | Prueba                  |
| 1998                                       | Helsinki (Finlandia)            | Medalla de plata  | Clasificación general   |
| 2000                                       | Hamar (Noruega)                 | Medalla de oro    | Clasificación general   |
| 2002                                       | Erfurt (Alemania)               | Medalla de oro    | Clasificación general   |
| 2003                                       | Heerenveen (Países Bajos)       | Medalla de oro    | Clasificación general   |
| 2004                                       | Heerenveen (Países Bajos)       | Medalla de oro    | Clasificación general   |
| 2005                                       | Heerenveen (Países Bajos)       | Medalla de oro    | Clasificación general   |